# 田中雄二郎
田中 雄二郎（たなか ゆうじろう、1954年8月25日 - ）は、日本の医学者。専門は消化器内科学、医学教育学。東京医科歯科大学学長を経て東京科学大学初代学長。大平内閣の内閣官房長官、中曽根内閣時代に自由民主党幹事長を歴任した田中六助の長男。
学長在任中の2021年1月31日、内閣総理大臣・菅義偉と首相官邸で面会、新型コロナウイルス感染症への対応について、医療現場の実情などを説明した（読売グループ本社社長である山口寿一も同席した）。麻布高校の同級生に元Microsoft本社副社長の古川享や元文部科学事務次官の前川喜平がいる。

## 経歴
- 1973年3月 麻布高等学校 卒業
- 1980年3月 東京医科歯科大学医学部医学科 卒業
- 1985年
  - 3月 東京医科歯科大学大学院医学研究科 内科学 博士課程 修了
  - 4月 東京医科歯科大学医学部附属病院第二内科医員
- 1986年11月 - 1989年6月 米国マウントサイナイ大学附属アルコール研究治療センターリサーチフェロー
- 1991年7月 東京医科歯科大学医学部附属病院第二内科助手
- 1991年8月 - 1993年8月 文部省学術国際局学術調査官（併任）
- 2001年4月 - 2006年3月 東京医科歯科大学 医学部附属病院 中央診療施設等 総合診療部 教授
- 2003年10月 - 2013年3月 東京医科歯科大学 医学部附属病院 病院長補佐
- 2013年4月 - 2014年3月 東京医科歯科大学 医学部附属病院 病院長
- 2014年4月 - 2020年3月 東京医科歯科大学 理事（医療担当）
- 2020年4月 - 2024年9月 東京医科歯科大学 学長
- 2024年10月 - 2028年3月 東京科学大学 学長（教育・研究担当）[2]

## 人物像・取組
- 2020年4月に東京医科歯科大学の学長に就任し、全学を挙げて新型コロナウイルスに立ち向かうことを呼びかけた。その際のキャッチフレーズは「力を合わせて患者さんと仲間たちをコロナから守る」「試行錯誤を大切に」「責めるより応援しよう」。また、第一線に立つ「仲間たちをコロナから守る」ために、防御服の確保、入院患者全員にPCR検査を実施すること、コロナ対応医療職員に定期的にPCR検査を行うことという３つのことを約束した[5]。
- 2022年10月に発表された東京医科歯科大学と東京工業大学との統合は、大学界だけでなく広く日本社会にインパクトを与えたが、統合話を持ちかけたのは田中であり、学長就任前から単独では限界があるとの認識を持っていたと語っている[6]。
- 「大学では医学を勉強する」と決めたのはいとこの影響が大きく、20歳ほど年上のいとこが医学部で学んでいて、その白衣姿に憧れを持った。また、父親が「好きな道に進めばいい」と言ってくれたこともあり、医学の道に進むことに決めたと語っている[7]。
- 安倍晋三と同級であり、同じ成蹊小学校を受験して落ちている。6年後に悔しさをばねに麻布学園中等部に合格するも、「成蹊小学校受験時に頑張っていれば安倍さんと同級になっていたはず」と回想している[7]。

## 所属団体
- 日本医学教育学会
- 日本肝臓学会
- 日本消化器内視鏡学会
- 日本消化器病学会
- 日本内科学会